# University of Chicago

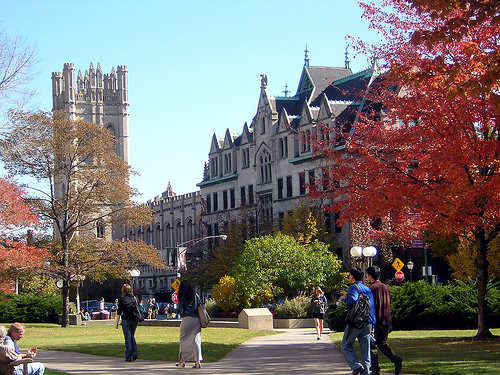
University of Chicago

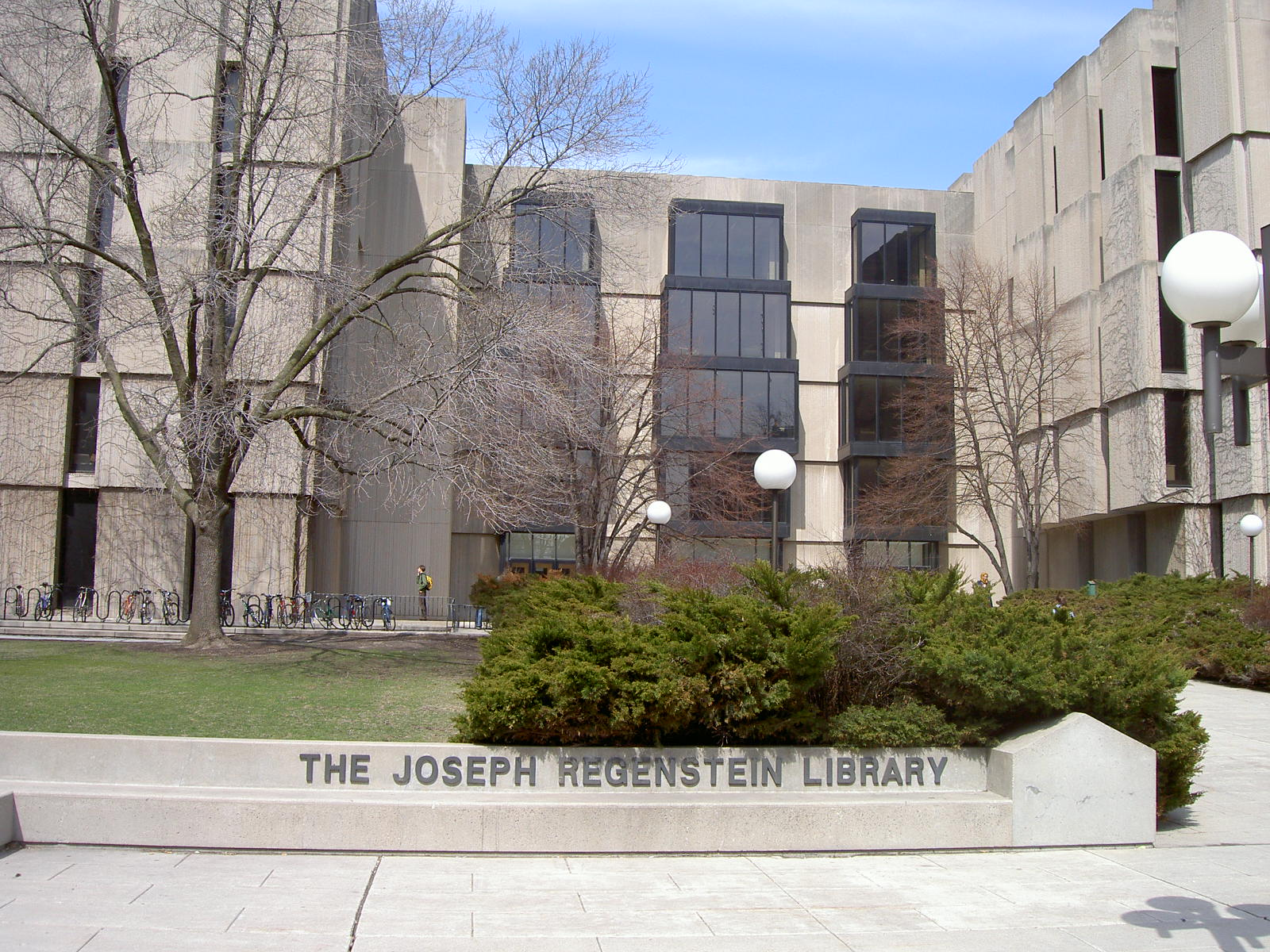
Joseph-Regenstein-Bibliothek

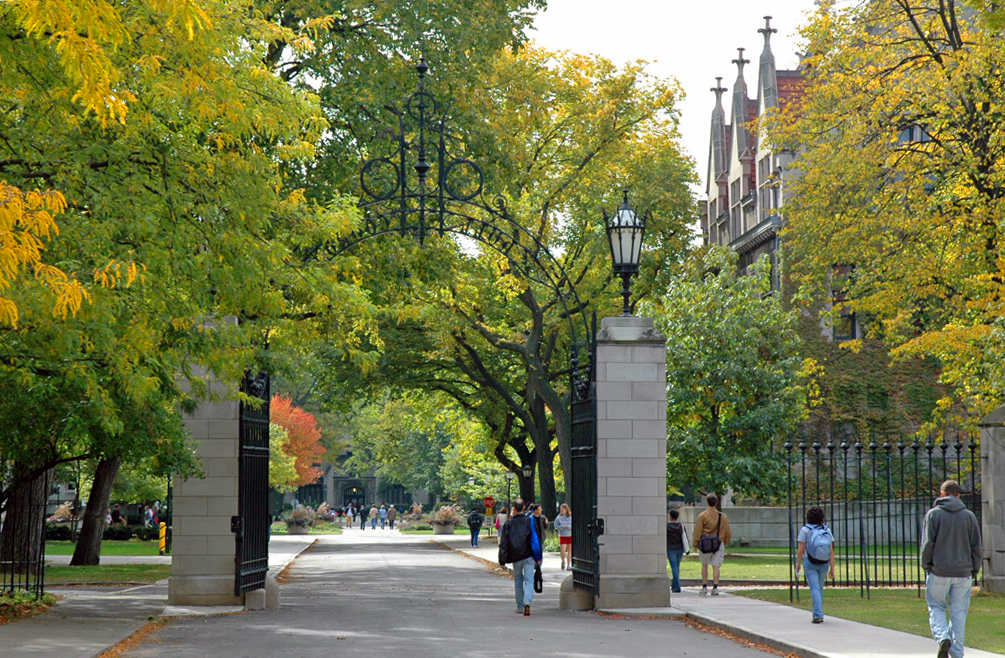
Tor der University of Chicago

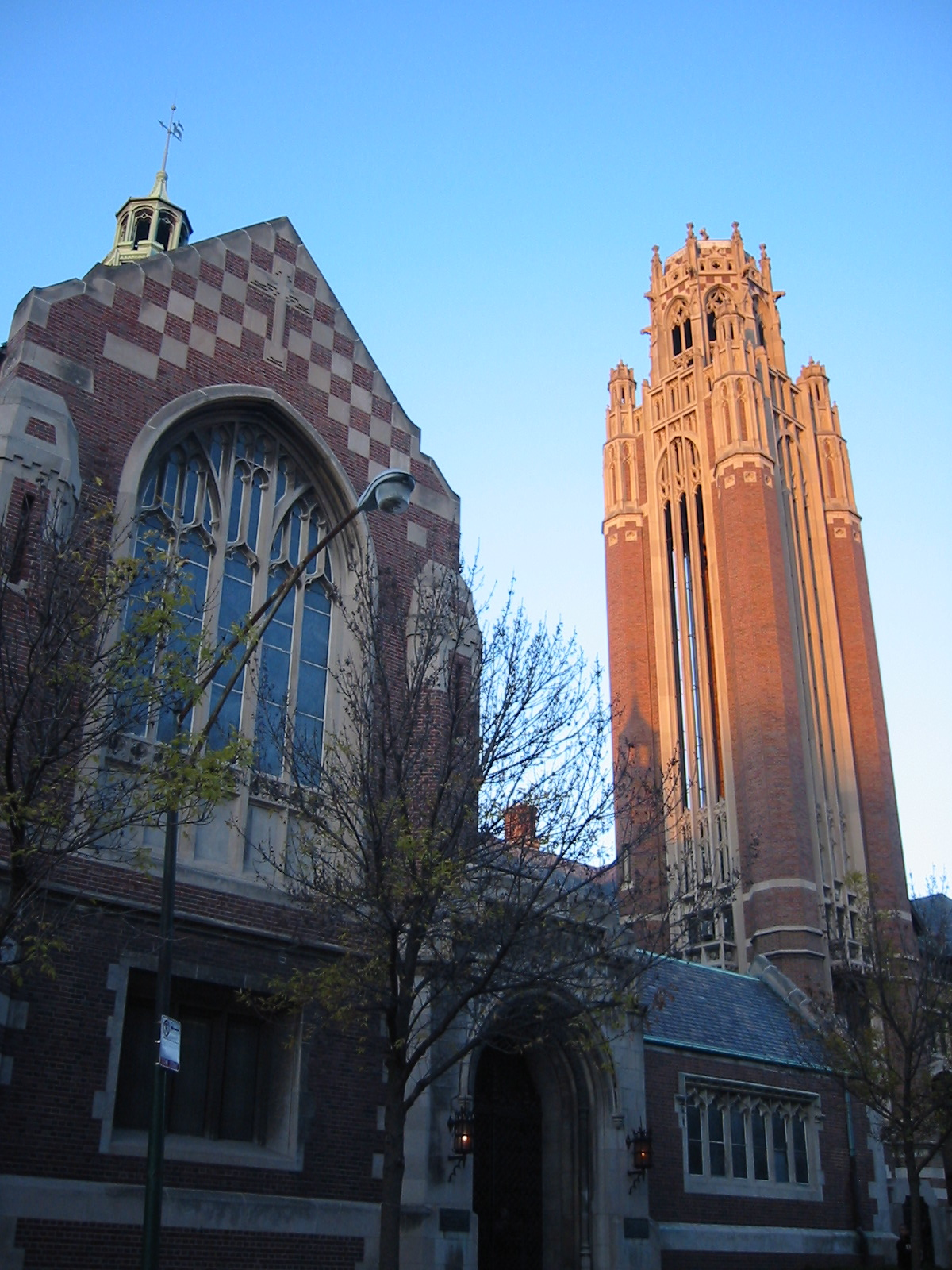
University of Chicago

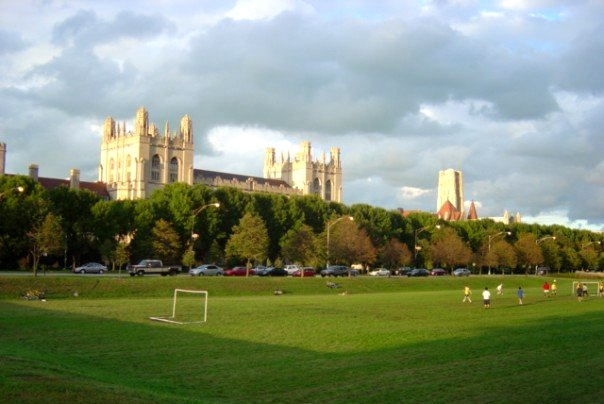
Midway Plaisance

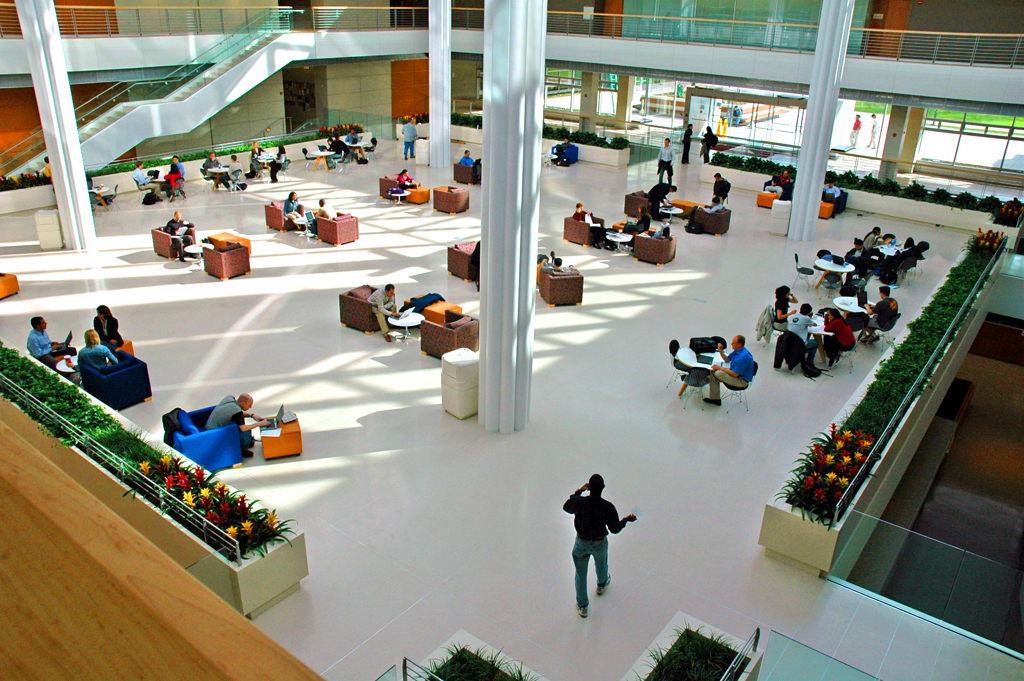
Halle der Graduate School of Business

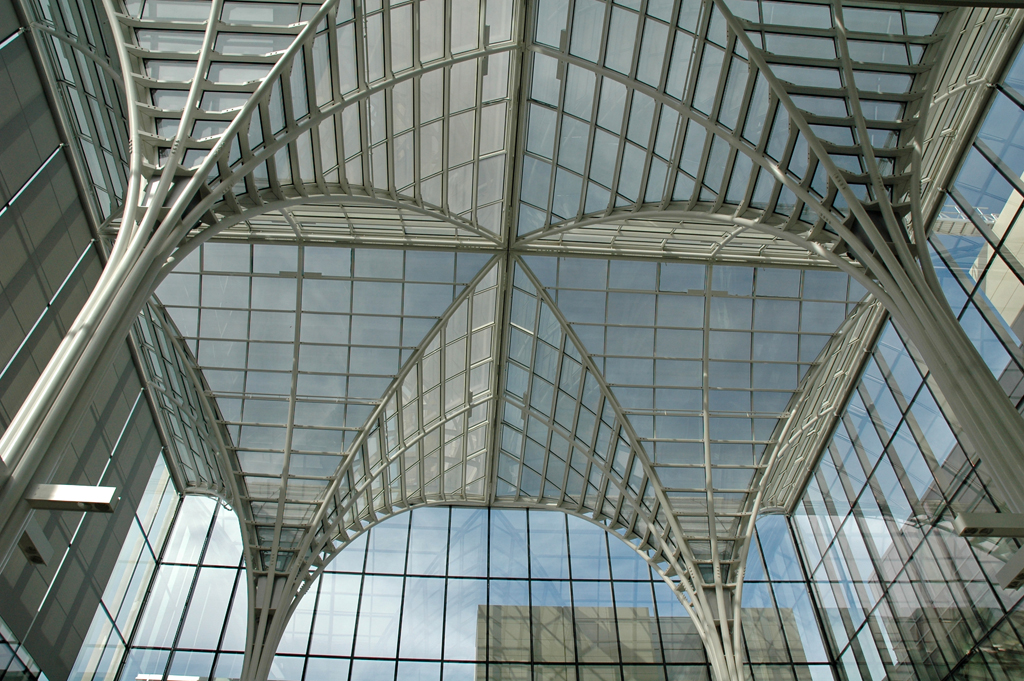
Hallendach der Graduate School of Business

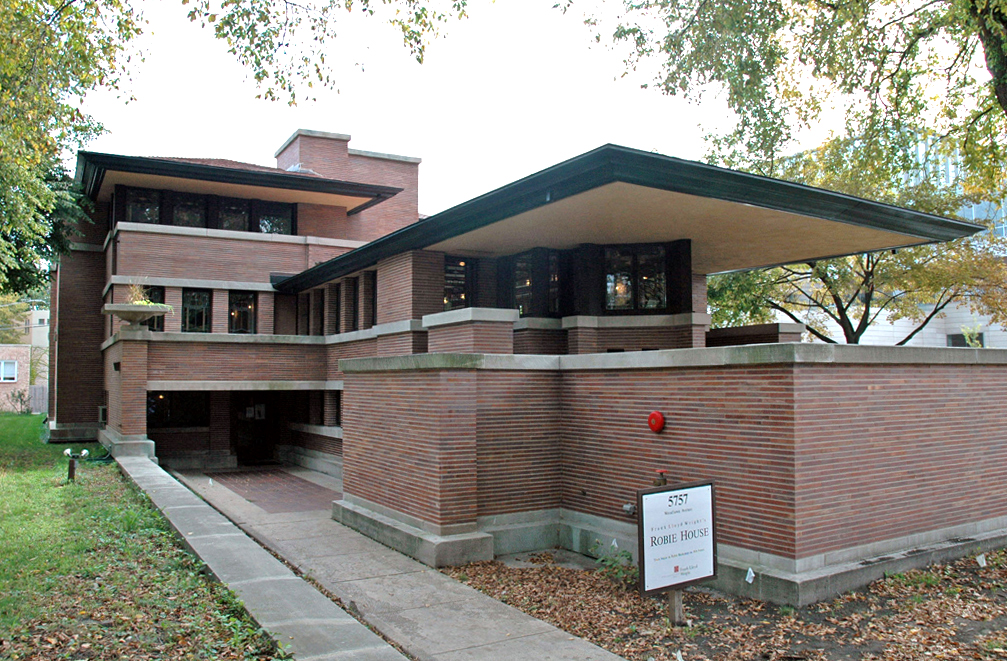
Robie House im Stil der Prairie-Schule von Frank Lloyd Wright

Die Universität Chicago ist eine private Universität in den USA.
Die Universität Chicago entstand im ausgehenden 19. Jahrhundert und gilt als eine der wichtigsten privaten Universitätsgründungen in den USA während dieser Epoche. Sie wurde nach dem Vorbild deutscher Universitäten Humboldtscher Prägung angelegt. Die Elitehochschule ist Gründungsmitglied der Association of American Universities, eines seit 1900 bestehenden Verbundes führender forschungsintensiver nordamerikanischer Universitäten.
Sowohl das Shanghai-Ranking als auch das Times-Ranking – die zwei bekanntesten internationalen Vergleichsstudien – führen die Universität seit Jahren innerhalb der Top Ten der weltbesten Universitäten. Einen besonderen Ruf genießen die Wirtschafts- und Sozialwissenschaften, die Rechtswissenschaft sowie die Physik.

## Geschichte

### Alte Universität

Old University of Chicago mit Douglas Hall

1856 bot Senator Stephen A. Douglas den Führern der Baptisten in Chicago ein Gelände für den Bau einer Universität an. Zehn acres (ca. 4 ha) für einen Campus direkt gegenüber von „Oakenwald“, dem ausgedehnten Besitz von Douglas. Die Führer der Gemeinde akzeptierten in Erwartung finanzieller Hilfen vom Senator und seinen reichen Freunden. Der Südflügel des Hauptgebäudes wurde 1859 fertiggestellt und der Unterricht konnte beginnen. Zusätzlich zu den College-Kursen wurde eine Prep school eingerichtet zusammen mit den Studienfächern Medizin und Jura.
Das neu gegründete Baptist Union Theological Seminary (BUTS) bot ihre erste Klasse 1867 in Douglas Hall an.
Für jeden Beobachter schien die Lage der beiden Einrichtungen ideal, um von dem Wohlstand der Baptisten-Gemeinde und dem stetigen Wachsen der Stadt profitieren zu können. 1861 starb jedoch Senator Douglas, der erste Präsident der Alten Universität, ohne dieser eine Schenkung zu hinterlassen. Und so verschlechterte sich deren Lage. Als Nächstes zerstörte der verheerende Brand 1871 das Handelszentrum von Chicago und 1873 setzte eine finanzielle Panik ein, so dass die reichen Unterstützer der Universität plötzlich wegbrachen. Außerdem hatte der Amerikanische Bürgerkrieg Leben und Vermögen von potentiellen Spendern zerstört. Als dann auch noch Camp Douglas, eines der größten Gefängnisse der Union für gefangene Konföderierte, direkt nördlich an der Grenze zur Alten Universität errichtet wurde, wurde deren Situation bedrohlich.
Angesichts der wachsenden Schulden akzeptierte das Theologische Seminar BUTS das Angebot ihres Treuhänder George C. Walker von einem Stück Land ca. 16 km südlich der Stadt und baute ein neues Domizil. 1877 zogen die Fakultät, Studenten und Bücherei in den Vorort Morgan Park um. Die Alte Universität hatte indessen kein Glück. Sie konnte ihre Zinsen für die Hypothek auf den Bau von Douglas Hall nicht mehr bezahlen und verlor die Hypothek an die Gläubiger. Im Frühjahr 1887 musste sie ihre Tore schließen.

#### Dearborn-Observatorium
Die Astronomische Gesellschaft von Chicago kaufte 1863 vom Linsenhersteller Alvin Clark in Cambridge, Massachusetts, für 18.187 $ ein Reflektor-Teleskop mit einer 18-1/2-Inch-Linse, der damals größten auf der Welt, die ursprünglich von der University of Mississippi in Auftrag gegeben worden war. Die Gesellschaft versprach der Universität die Nutzung des Teleskops, wenn diese ein Observatorium baut. Der Rechtsanwalt J.Y. Scammon spendete das Geld für Bau, der 1864 bezugsfertig war, und das Observatorium erhielt den Namen nach dessen verstorbener Frau, Mary Ann Haven „Dearborn“. Sherburne Wesley Burnham arbeitete hier von 1877 bis 1884.
Das 18-1/2-Zoll-Refraktor-Teleskop im Dearborn-Observatorium der Astronomischen Gesellschaft von Chicago wurde zur Northwestern University in Evanston gebracht, wo durch die Spende von J.B. Hobbs 1889 ein neues Observatorium fertiggestellt wurde, das noch heute den Namen „Dearborn“ trägt.

### Neue Universität
Die Führer der Baptisten-Gemeinden in Chicago und im ganzen Mittleren Westen fühlten sich gedemütigt durch das Ende der Alten Universität. Sie waren jetzt ohne akademische Basis, während die Presbyterianer mit ihrem Lake Forest College und die Methodisten mit ihrer Northwestern University in Evanston Erfolg hatten.
Das Baptist Union Theological Seminary (BUTS) hatte in Morgan Park die Katastrophe überlebt und hier bildete sich eine Gruppe von Pastoren und Laien, die das Ziel verfolgte, in Chicago wieder eine Universität aufzubauen. Zu diesem Kreis gehörten: George C. Walker, Henry A. Rust, Frederick A. Smith, der Präsident des BUTS, Rev. George W. Northrup, der Präsident der Baptist Theological Union, E. Nelson Blake, und der Schatzmeister des BUTS, Rev. Thomas W. Goodspeed. Letzterer wollte unbedingt zwei Laien mit engen Bindungen zu Chicago für dieses Ziel gewinnen: William Rainey Harper, Professor für Semitische Sprachen in Yale, der 1886 die Fakultät des BUTS verlassen hatte, und John D. Rockefeller, den Ölmagnaten und Baptisten, der als Vizepräsident im Aufsichtsrat des BUTS saß. Beides gelang. Als sie von Marshall Field ein Grundstück in der Stadt für die neue Universität erhielten, stellte auch Rockefeller 600.000 $ bereit und die kirchlichen Gemeinden und Bürger trugen – wie von Rockefeller gefordert –  bis zum 1. Juni 1890 mit 400.000 $ dazu bei. Schließlich einigten sich auch Rockefeller und William Rainey Harper dahingehend, dass auch das Theologische Seminar (BUTS) von Morgan Park auf den Campus umziehen sollte und Rockefeller dafür noch einmal eine Million zusagte, so dass Harper im September 1890 zum Präsidenten gewählt wurde und am 1. Juli 1891 sein Amt antrat. Bis 1910 weist das General Education Board, das die Rockefeller Spenden bewilligte, für die Chicago University 21.400.000 $ aus – zuzüglich 600.000 $ für die William R. Harper Library. 1912 leistete Rockefeller seine letzte Zuwendung von 10 Mio. $, von der auch eine Kapelle erbaut werden sollte – Rockefeller Chapel. Nun stand die Universität endlich auf eigenen Füßen. Obwohl er nicht wollte, dass sie seinen Namen trage, galt sie als „Rockefeller University“.
Die damaligen Neugründungen, zu denen auch die Clark University (Worcester, Massachusetts) und die Johns Hopkins University (Baltimore, Maryland) zählten, revolutionierten die amerikanische Hochschullandschaft: Das vorrangige Ziel der neuen Universitäten lag in der Forschung und in der Lehre auf der Stufe des Hauptstudiums (Graduate Studies). Im Gegensatz dazu verlängerten die traditionellen Ivy-league Colleges der amerikanischen Ostküste lediglich eine gymnasiale Oberstufe oder fungierten als protestantische Predigerschulen. Erst im 20. Jahrhundert gelang es diesen renommierten Schulen, zu vollen Forschungsuniversitäten heranzuwachsen.
Zusätzlich zu den Besonderheiten der Gründung sind die geographischen Bedingungen bedeutsam: Geographisch ist Chicago als Metropole weitgehend isoliert, während die traditionsreichen Schulen der Ostküste (Brown University, Columbia University, Cornell University, Dartmouth College, Harvard University, Princeton University, Yale University, Clarks und Johns Hopkins) in räumlicher Nähe zueinander angesiedelt sind und gleichsam einen akademischen Cluster bilden.
Zumindest teilweise begünstigte die geographische Isolation Chicagos in mehreren Disziplinen das Entstehen klar unterscheidbarer Schulen: In der Philosophie war Chicago unter der Ägide John Deweys ein Zentrum des amerikanischen Pragmatismus. An der theologischen Fakultät verschrieb man sich zu Beginn des 20. Jahrhunderts einem sozio-historischen Ansatz. In den Sozialwissenschaften – dem herausragenden Schwerpunkt Chicagos – entwickelte sich in den 1920er Jahren unter Robert E. Park eine empirisch ausgerichtete Soziologie (Chicagoer Schule der Soziologie), in der Politikwissenschaft formte Charles Edward Merriam eine Schule eigener Prägung und schließlich entstand in der Ökonomie die berühmte Chicago School of Economics (Chicagoer Schule). Vor allem der langjährige Universitätspräsident Robert Maynard Hutchins begünstigte eine elitäre Entwicklung der Universität, wobei er den philosophischen Pragmatismus und die demokratische Ausrichtung Deweys zurückdrängte.

## Zahlen zu den Studierenden, den Dozenten und zum Vermögen
Im Herbst 2021 waren 18.832 Studierende an der Universität Chicago eingeschrieben. Davon strebten 7.636 (40,5 %) ihren ersten Studienabschluss an, sie waren also undergraduates. Von diesen waren 48 % weiblich und 52 % männlich; 20 % bezeichneten sich als asiatisch, 6 % als schwarz/afroamerikanisch, 15 % als Hispanic/Latino, 33 % als weiß und weitere 16 % kamen aus dem Ausland. 11.196 (59,5 %) arbeiteten auf einen weiteren Abschluss hin, sie waren graduates. Es lehrten 2.979 Dozenten an der Universität, davon 2.579 in Vollzeit und 400 in Teilzeit. 2018 waren es 16.445 Studierende.
Der Wert des Stiftungsvermögens der Universität lag 2021 bei 11,0 Mrd. US-Dollar und damit höher als im Jahr 2020, in dem es 8,2 Mrd. US-Dollar betragen hatte. 2008 waren es rund 6,4 Mrd. US-Dollar gewesen, 2011 6,6 Mrd. US-Dollar und 2014 und 2015 7,5 Mrd. $.

## Organisation

### Studienangebot und Forschungseinrichtungen

#### Divisions
- Biologische Wissenschaften
- Geisteswissenschaften (Humanities)
- Physikalische Wissenschaften
- Sozialwissenschaften: Soziologie, Politikwissenschaft, Volkswirtschaftslehre (https://socialsciences.uchicago.edu/)

#### Schools
- Medizin (Pritzker School of Medicine)
- Molekulartechnik (Pritzker School of Molecular Engineering)
- Öffentliche Ordnung und Verwaltungswissenschaften (Harris School of Public Policy Studies)
- Rechtswissenschaften (University of Chicago Law School)
- Sozialwesen (Crown Family School of Social Work, Policy, and Practice)
- The College
- Theologie (Divinity School)
- Betriebswirtschaft (Chicago Booth School of Business)
- Wissenschaftliche und berufliche Weiterbildung (Graham School of Continuing Liberal and Professional Studies)

### Weitere Einrichtungen
Akademische Einrichtungen
- Argonne National Laboratory

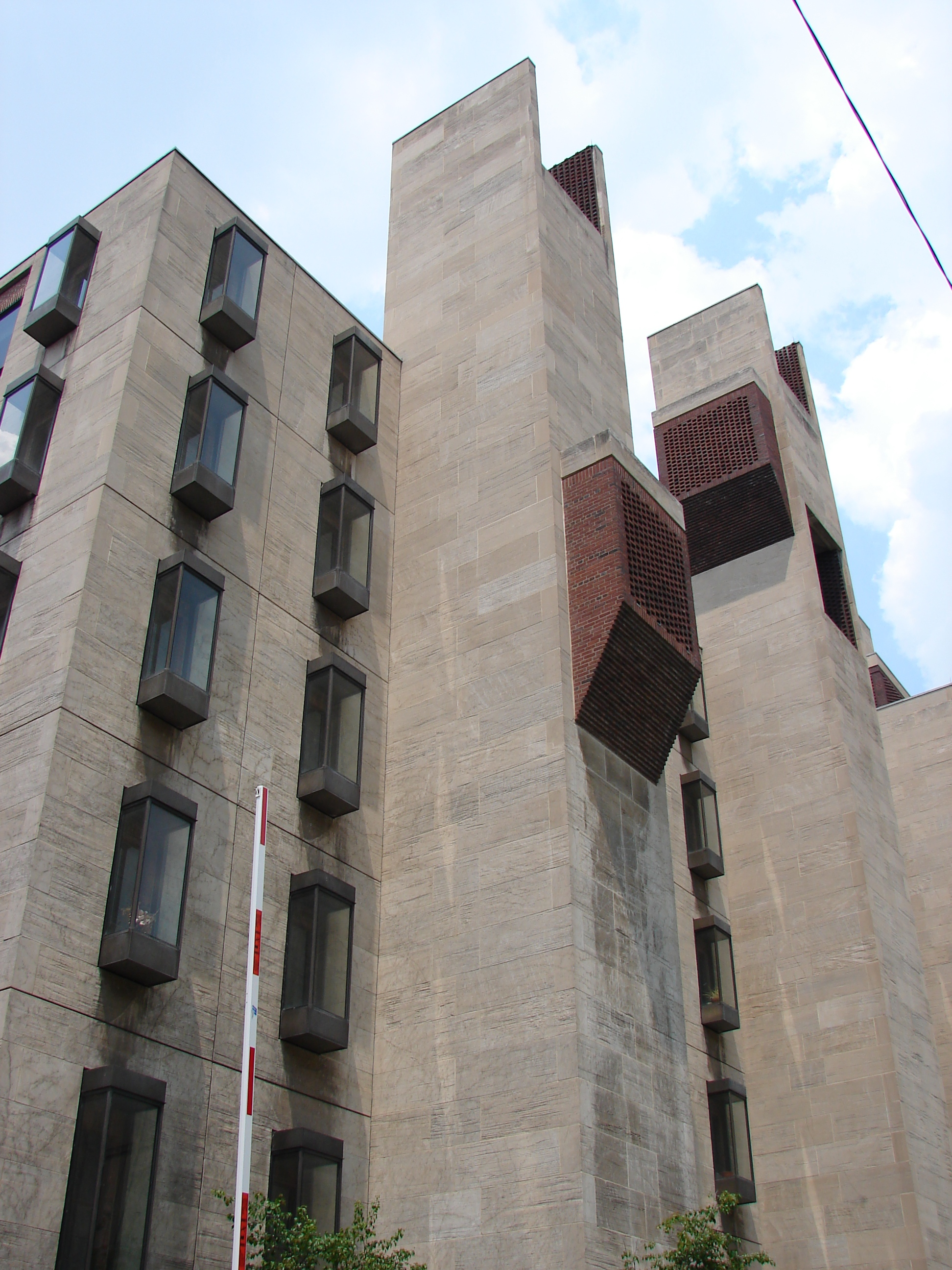
Das Henry Hinds Laboratory für Geophysik.

- Fermi National Accelerator Laboratory in Batavia, Ill. (Fermilab)
- Enrico Fermi Institute (EFI)
- Laboratory Schools
- Uni-Kliniken
- Yerkes-Observatorium am Geneva Lake in Williams Bay, Wisconsin
- Allgemeine Studien
- Institute des Dept. of Physics
- Institute for the Study of Ancient Cultures, West Asia & North Africa (ISAC) (bis 2023 Oriental Institute)

- Angegliederte und kooperierende Einrichtungen
- University of Chicago Charter School

### Wissenschaftliche Zentren
- Internationale Studien
- Lateinamerika-Studien
- Studien des Mittleren Ostens
- Ostasien-Studien
- Russische und Osteuropäische Studien
- Südasien-Studien

### Bibliotheken
Die University of Chicago Library beinhaltet folgende Universitätsbibliotheken: Crerar Library (Naturwissenschaften), D’Angelo Law Library (Rechtswissenschaften), Eckhart Library (Mathematik und Informatik), Regenstein Library (Humanistische Studien, größte Bibliothek auf dem Campus).

## Sport
Die Sportteams der University of Chicago sind die Maroons. Die Hochschule ist Mitglied in der University Athletic Association.

## Sehenswürdigkeiten auf dem Campus
Auf dem Gelände der Universität befinden sich Gebäude von über 70 verschiedenen Architekten:
- Bond Chapel
- Rockefeller Chapel (Architekt: Bertram Goodhue)
- Robie House im Stil der Prairie-Schule von Frank Lloyd Wright
- Midway Plaisance
- Cobb Gate
- Das Smart Museum of Art (westliche Kunst)
- Museum des Institute for the Study of Ancient Cultures, West Asia & North Africa (ISAC) (bis 2023 Oriental Institute), dessen Gebäude im Art déco/Neugotischen-Stil vom Architekturbüro Mayers Murray & Phillip geplant wurde und eine der größten ägyptischen Sammlungen der USA beherbergt
- Das Gebäude der Law School von Eero Saarinen
- Das Gebäude der School of Social Service Administration von Ludwig Mies van der Rohe
- Graduate School of Business, entworfen von Raphael Vinoly
- Gerald Ratner Athletics Center, erbaut 2003 von Cesar Pelli
- Joe and Rika Mansueto Library, eine Glaskuppel mit unterirdischer Bibliothek, Teil der Regenstein Library

## Persönlichkeiten

### Nobelpreisträger
Die University of Chicago hat mehr Nobelpreisträger als das MIT oder Harvard vorzuweisen. Insgesamt lehren, lehrten oder lernten an der University of Chicago 84 Nobelpreisträger und Träger des Alfred-Nobel-Gedächtnispreis für Wirtschaftswissenschaften. Ebenfalls verfügt die Universität über diverse Pulitzerpreisträger und andere ausgezeichnete Wissenschaftler.

#### Physik
- Yōichirō Nambu, 2008
- Frank Wilczek, 2004
- Masatoshi Koshiba, 2002
- Daniel C. Tsui, 1998
- Jerome I. Friedman, 1990
- Jack Steinberger, 1988
- Leon Max Lederman, 1988
- Subrahmanyan Chandrasekhar, 1983
- James Cronin, 1980
- John Robert Schrieffer, 1972
- Murray Gell-Mann, 1969
- Luis W. Alvarez, 1968
- Julian Schwinger, 1965
- Eugene P. Wigner, 1963
- Maria Goeppert-Mayer, 1963
- Owen Chamberlain, 1959
- Chen Ning Yang, 1957
- Tsung-Dao Lee, 1957
- Ernest Lawrence, 1939
- Enrico Fermi, 1938
- Clinton Davisson, 1937
- Arthur Holly Compton, 1927
- James Franck, 1925
- Robert Andrews Millikan, 1923
- Albert Abraham Michelson, 1907

#### Chemie
- Robert S. Mulliken, 1966

#### Medizin
- Bruce Beutler, 2011
- Roger W. Sperry, 1981
- George Wald, 1967
- Charles Brenton Huggins, 1966
- Konrad Bloch, 1964
- Sir John Carew Eccles, 1963
- James Dewey Watson, 1962
- Edward Lawrie Tatum, 1958
- George Wells Beadle, 1958
- Hermann Joseph Muller, 1946
- Edward Adelbert Doisy, 1943
- Alexis Carrel, 1912

#### Friedensnobelpreis
- Barack Obama, 2009, 44. Präsident der Vereinigten Staaten und Hochschuldozent der Rechtswissenschaftlichen Fakultät der University of Chicago (seit seiner Kandidatur für das Präsidentenamt von der Lehrtätigkeit freigestellt)

#### Alfred-Nobel-Gedächtnispreis für Wirtschaftswissenschaften
- James A. Robinson, 2024
- Douglas Diamond, 2020
- Richard Thaler, 2017
- Lars Peter Hansen, 2013
- Eugene Fama, 2013
- Roger B. Myerson, 2007
- Edward C. Prescott, 2004
- James Heckman, 2000
- Daniel McFadden, 2000
- Robert Mundell, 1999
- Myron S. Scholes, 1997
- Robert E. Lucas Jr., 1995
- Robert Fogel, 1993
- Gary Becker, 1992
- Ronald Coase, 1991
- Merton H. Miller, 1990
- Harry Markowitz, 1990
- Trygve Haavelmo, 1989
- James M. Buchanan Jr., 1986
- Gérard Debreu, 1983
- George Stigler, 1982
- Lawrence Klein, 1980
- Theodore W. Schultz, 1979
- Herbert A. Simon, 1978
- Milton Friedman, 1976
- Tjalling C. Koopmans, 1975
- Friedrich August von Hayek, 1974
- Kenneth Arrow, 1972
- Paul A. Samuelson, 1970

### Sonstige
- Hannah Arendt, Philosophin
- Jay Berwanger, American-Football-Spieler
- Sara Branham Matthews, Mikrobiologin, Ärztin und Hochschullehrerin
- Emma Lucy Braun, Botanikerin, Ökologin und Hochschullehrerin.
- Rebecca Chopp, Religionswissenschaftlerin und Hochschullehrerin
- Misha Collins, Schauspieler
- Willie Davis, American-Football-Spieler und Unternehmer
- Aline Huke Frink, Mathematikerin und Hochschullehrerin
- Euphemia Haynes, Mathematikerin und Hochschullehrerin, war die erste afroamerikanische Frau, die 1943 an der Katholischen Universität von Amerika in Mathematik promovierte.
- Jocelyn Gill, Astronomin und Hochschullehrerin
- Lois Wilfred Griffiths, Mathematikerin und Hochschullehrerin
- Mabel Gweneth Humphreys, Mathematikerin und Hochschullehrerin
- Sarah Van Hoosen Jones, Genetikerin
- Elena Kagan, Richterin am Obersten Gerichtshof
- Steven Levitt, Ökonom
- Mayme Logsdon, Mathematikerin und Hochschullehrerin. Sie war die erste Frau und bis 1982 die einzige Frau, die eine Anstellung an der Mathematikabteilung der Universität von Chicago erhielt
- Margaret Evelyn Mauch, Mathematikerin und Hochschullehrerin
- Stanley Miller, Chemiker und Erforscher der Entstehung des Lebens auf der Erde, führte das Miller-Urey-Experiment 1953 im Rahmen seiner Promotion an der University of Chicago durch
- Sylvain Neuvel, Autor
- Martha Nussbaum, Philosophin
- Nada Ina Pauer, Langstreckenläuferin
- Edith Potter, Pathologin
- Mildred Sanderson, Mathematikerin
- Anna Stafford, Mathematikerin und Hochschullehrerin
- Gil Stein, Archäologe
- Julius Stieglitz, Chemiker
- Leo Strauss, Philosoph
- Marion Talbot, Sozialwissenschaftlerin und Hochschullehrerin
- Michel-Rolph Trouillot, Anthropologe und Historiker Anna Lavinia Van Benschoten, Mathematikerin und Hochschullehrerin
- Birgit Vennesland, Biochemikerin
- Seymour „Sy“ Hersh, Investigativjournalist

## Publikationen
Die Chicago-Universität betreibt den größten Universitäts-Verlag der USA, die University of Chicago Press, mit Sitz am Midway Plaisance im Campus.
Die Universität ist Herausgeber des The Chicago Manual of Style (2003, 15th ed.). Chicago: Univ. of Chicago Press. ISBN 0-226-10403-6. Das Werk gilt als Referenzwerk im Buch- und wissenschaftlichen Zeitschriftendruck und im Verlagswesen (Layout, Herausgeberschaft, Copyediting etc. Auch als Online-Version verfügbar: The Chicago Manual of Style Online. 2007. Die erste Auflage erschien 1906. Zurzeit wird eine neue Auflage herausgegeben, 2010.)